# Centrum Przygotowań do Misji Zagranicznych
Centrum Przygotowań do Misji Zagranicznych im. gen. broni Władysława Sikorskiego (CPdMZ) – ośrodek szkolenia wojskowego Sił Zbrojnych RP.

## Historia

Odznaka pamiątkowa

Centrum powstało na mocy zarządzenia szefa Sztabu Generalnego WP Nr PF 82/Org. z 10 lipca 1989 w Kielcach jako Wojskowe Centrum Szkolenia dla potrzeb Sił Pokojowych ONZ (WCSdpSPONZ). Jego działalność rozpoczęła się w maju 1990 przygotowaniem XXXIII Zmiany PKW UNDOF. Centrum stało się głównym ośrodkiem przygotowującym polskich żołnierzy do służby poza granicami kraju, w tym do misji pokojowych w: Syrii, Libanie, Kambodży, byłej Jugosławii, obserwatorów wojskowych, operacji pokojowych w Bośni i Hercegowinie oraz Kosowie. Potem działalność szkoleniową rozszerzono o przygotowanie do uczestnictwa w programie „Partnerstwo dla Pokoju ”. Kursy organizowane przez Centrum w zależności od charakteru kontyngentu (logistyczny, operacyjny, obserwatorzy wojskowi, szpital polowy) trwały od 15 do 56 dni.
WCSdpSPONZ było w podporządkowaniu kolejno: szefowi Sztabu Generalnego WP, dowódcy Krakowskiego Okręgu Wojskowego, szefowi Sztabu Generalnego WP, od października 2000 – Dowództwu Wojsk Lądowych.
Decyzją ministra Obrony Narodowej z października 2001 WCSdpSPONZ przeformowano w Centrum Szkolenia na potrzeby Sił Pokojowych (CSNPSP).
Decyzją ministra Obrony Narodowej z lipca 2010 CSNPSP przeformowano w 2011 w Centrum Przygotowań do Misji Zagranicznych, które rozpoczęło działalność z dniem 1 stycznia 2012 roku.

## Zadania Centrum
Zadaniem Centrum w ramach przygotowania żołnierzy i pracowników cywilnych do wykonywania zadań poza granicami państwa jest:
- szkolenie, wyposażenie i rotacje Polskich Kontyngentów Wojskowych
- szkolenie wyznaczonych komponentów PKW do zadań w ramach misji pokojowych
- szkolenie międzynarodowych obserwatorów wojskowych dla potrzeb ONZ i OBWE
- przygotowanie wyznaczonych komponentów wojsk lądowych do działań wynikających z porozumień międzynarodowych i umów sojuszniczych
- prowadzenie stacjonarnych kursów języka angielskiego poziom I, II według STANAG 6001
- szkolenie dziennikarzy – kandydatów na korespondentów w rejonach misji pokojowych i stabilizacyjnych
- szkolenie n/t negocjacji w sytuacjach kryzysowych – organizowane we współdziałaniu z Policją

## Struktura Centrum
- Wydział CIMIC[1]